# Fonction singulière

La fonction point d'interrogation de Minkowski, un exemple de fonction singulière

En mathématiques, une fonction {\displaystyle f} à valeur réelle sur l'intervalle {\displaystyle [a,b]} est dite singulière si elle possède les propriétés suivantes :
- {\displaystyle f} est continue sur {\displaystyle [a,b]}[1].
- {\textstyle f} est dérivable presque partout, de dérivée nulle.
- {\textstyle f} n'est pas constante sur {\displaystyle [a,b]}.

Un exemple de fonction singulière est l'escalier de Cantor, aussi appelé escalier du diable (terme utilisé pour  désigner plus généralement n'importe quelle fonction singulière).
Si {\displaystyle f} est prolongée par {\displaystyle 0} sur l'intervalle {\displaystyle ]-\infty ,a]} et par {\displaystyle 1} sur l'intervalle {\displaystyle [b,+\infty [}, alors la fonction peut être interprétée comme une fonction de répartition d'une variable aléatoire qui n'est ni discrète (puisque la probabilité est nulle pour chaque point) ni absolument continue (puisque {\displaystyle f'}, qui est nulle partout où elle existe, ne peut pas être une densité de probabilité).

## En référence aux fonctions possédant une singularité
Lorsqu'on parle d'analyse en général, plus spécifiquement d'analyse réelle, d'analyse complexe ou d'équations différentielles, il est courant qu'une fonction possédant une singularité soit appelée « fonction singulière ». Cela est particulièrement vrai lorsqu'il s'agit de fonctions qui divergent vers l'infini en un point ou sur le bord de leur domaine. 
Des techniques avancées pour travailler avec les fonctions possédant des singularités ont été développées dans le domaine des distributions. Une dérivée faible est définie qui permet d'utiliser des fonctions singulières dans des équations aux dérivées partielles, etc.